# Włodzimierz Kania
Włodzimierz Kania (ur. 1934, zm. 22 kwietnia 2021) – polski chemik, doktor habilitowany profesor Uniwersytetu im. Adama Mickiewicza w Poznaniu.

## Życiorys
Był pracownikiem Uniwersytetu im. Adama Mickiewicza w Poznaniu w latach 1955-2003, prodziekanem Wydziału Chemii UAM w latach 1981-1984, a także kierownikiem Zakładu Technologii Chemicznej w latach 1983-2001. Habilitował się w 1986.
Był współautorem m.in. takich publikacji jak: Oxidizing and catalytic properties of aluminas (1972), Własności zasadowe powierzchni tlenku glinu (1977), czy Własności powierzchni i aktywność katalityczna fluorku magnezu (1977).
W 2002 wsparł nominację ojca Mariana Żelazka do Pokojowej Nagrody Nobla.
Jego pogrzeb odbył się 4 maja 2021 na cmentarzu junikowskim.

## Odznaczenia
- Złotym Krzyżem Zasługi,
- Krzyżem Kawalerskim Orderu Odrodzenia Polski,
- Odznaką honorową „Za zasługi w Rozwoju Województwa Poznańskiego”[3][4][2][5].